# Campionati europei di atletica leggera 2022 - 10000 metri piani femminili
La specialità dei 10000 metri piani femminili ai campionati europei di atletica leggera 2022 si è svolta il 15 agosto all'Olympiastadion di Monaco di Baviera, in Germania.

## Podio
| Pos.    | Atleta                 | Nazionalità   | Tempo    | Note                                     |
| ------- | ---------------------- | ------------- | -------- | ---------------------------------------- |
| Oro     | Yasemin Can            | Turchia       | 30'32"57 | Miglior prestazione personale stagionale |
| Argento | Eilish McColgan        | Gran Bretagna | 30'41"05 |                                          |
| Bronzo  | Lonah Chemtai Salpeter | Israele       | 30'46"37 | Record nazionale                         |

## Situazione pre-gara

### Record
Prima di questa competizione, il record del mondo (RM), il record europeo (EU) ed il record dei campionati (RC) erano i seguenti:
| Record                | Prestazione | Atleta                        | Data                               | Competizione                                |
| --------------------- | ----------- | ----------------------------- | ---------------------------------- | ------------------------------------------- |
| Record mondiale       | 29'01"03    | Letesenbet Gidey Etiopia      | 8 giugno 2021 Hengelo, Paesi Bassi | Trials olimpici dell'Etiopia                |
| Record europeo        | 29'06"82    | Sifan Hassan Paesi Bassi      | 6 giugno 2021 Hengelo, Paesi Bassi |                                             |
| Record dei campionati | 30'01"09    | Paula Radcliffe Gran Bretagna | 6 agosto 2002 Monaco, Germania     | Campionati europei di atletica leggera 2002 |

### Campione in carica
La campionessa europea in carica era:
| Campione | Atleta                         | Prestazione | Data                            | Competizione |
| -------- | ------------------------------ | ----------- | ------------------------------- | ------------ |
| Europeo  | Lonah Chemtai Salpeter Israele | 31'43"29    | 8 agosto 2018 Berlino, Germania | Europei 2018 |

### La stagione
Prima di questa gara, le atlete europee con le migliori tre prestazioni dell'anno erano:
| Pos. | Atleta                                 | Prestazione | Data                                         |
| ---- | -------------------------------------- | ----------- | -------------------------------------------- |
| 1    | Sifan Hassan Paesi Bassi               | 30'10"56    | 16 luglio 2022 Eugene, Stati Uniti d'America |
| 2    | Caroline Chepkoech Kipkirui Kazakistan | 30'17"64    | 16 luglio 2022 Eugene, Stati Uniti d'America |
| 3    | Eilish McColgan Gran Bretagna          | 30'19"02    | 6 giugno 2022 Hengelo, Paesi Bassi           |

## Risultati

### Finale
La finale si è disputata alle ore 21:48 del 15 agosto.
| Pos.    | Nome                    | Nazionalità   | Tempo    | Note                                     |
| ------- | ----------------------- | ------------- | -------- | ---------------------------------------- |
| Oro     | Yasemin Can             | Turchia       | 30'32"57 | Miglior prestazione personale stagionale |
| Argento | Eilish McColgan         | Gran Bretagna | 30'41"05 |                                          |
| Bronzo  | Lonah Chemtai Salpeter  | Israele       | 30'46"37 | Record nazionale                         |
| 4       | Konstanze Klosterhalfen | Germania      | 31'05"21 | Miglior prestazione personale stagionale |
| 5       | Selamawit Teferi        | Israele       | 31'24"03 | Miglior prestazione personale stagionale |
| 6       | Samantha Harrison       | Regno Unito   | 31'46"87 |                                          |
| 7       | Valeriia Zinenko        | Ucraina       | 31'55"60 | Miglior prestazione personale            |
| 8       | Alina Reh               | Germania      | 32'14"02 |                                          |
| 9       | Camilla Richardsson     | Finlandia     | 32'19"27 | Miglior prestazione personale            |
| 10      | Jessica Judd            | Gran Bretagna | 32'23"98 |                                          |
| 11      | Silke Jonkman           | Paesi Bassi   | 32'30"92 |                                          |
| 12      | Alessia Zarbo           | Francia       | 32'36"28 |                                          |
| 13      | Mekdes Woldu            | Francia       | 32'39"54 |                                          |
| 14      | Sarah Lahti             | Svezia        | 32'42"27 | Miglior prestazione personale stagionale |
| 15      | Beatriz Álvarez         | Spagna        | 33'04"18 |                                          |
| 16      | Jasmijn Lau             | Paesi Bassi   | 33'14"00 | Miglior prestazione personale            |
| 17      | Maitane Melero          | Spagna        | 33'46"71 |                                          |
| 18      | Julia Mayer             | Austria       | 33'57"29 |                                          |